# ヤン・セジョン
ヤン・セジョン（韓国語：양세종、1992年12月23日 - ）は、韓国京畿道安養市出身の俳優である。 

## 来歴
1992年12月23日に京畿道安養市で生まれたヤン・セジョンは、高校時代に2年間、本とDVDのレンタル店でアルバイトをしていた。 高校2年の時に友達と学校で演劇を見て、俳優になることを夢見始めた。 2012年、韓国芸術総合学校に入学、演劇と映画を専攻した。
2018年12月23日、日本での活動の一環としてJAPAN OFFICIALサイトを開設、あわせてファンクラブを開始した。
2020年5月12日、大韓民国の軍事的防衛のための義務である兵役に就くため、徴兵制度に基づいて大韓民国陸軍に入隊した。

## 出演

### ドラマ
- 浪漫ドクター キム・サブ（2016年-2017年、SBS） - ト・インボム役[2]
- 師任堂、色の日記（2017年、SBS） - イ・ギョムの少年時代／ハン・サンヒョン役[3]
- デュエル〜愛しき者たち〜（2017年、OCN） - イ・ヨンソブ／イ・ソンフン／イ・ソンジュン役[4]
- 愛の温度（2017年、SBS） - 主演：オン・ジョンソン役[5]
- 30だけど17です（2018年、SBS） - 主演：コン・ウジン役[6][7][8]
- 私の国（2019年、JTBC） - 主演：ソ・フィ役[9]
- 浪漫ドクター キム・サブ2（2020年、SBS） - ト・インボム役（カメオ出演）[10]
- イ・ドゥナ！（2023年、Netflix） - イ・ウォンジュン役[11]

### バラエティ
- 芸能街中継（2018年、KBS2）[12]
- コーヒーフレンズ（2019年、tvN）[13]

### 広告
- BUCKAROO（2018年）[14]
- Toreta（2018年）[15]
- BUCKAROO　with ソンミ（2018年）[16]

## イベント

### ファンミーティング
- 2018年「ヤン・セジョン 1st ファンミーティング in JAPAN supported by TSUTAYA プレミアム」[17]
- 2018年「心が留まる時間」[18][19]
- 2019年「2019 YANG SEJONG FANMEETING in JAPAN 」[20]
- 2019年「君に贈る詩」[21]

## 雑誌
- 「Harper's BAZAAR」2018年1月号[22]
- 「＠star1」2018年3月号[23]
- 「Esquire」2018年7月号[24]
- 「Harper's BAZAAR」2018年11月号[25]
- 「haru＊hana（ハルハナ） Vol.55」2018年[26]
- 「クレアスタ vol.34」2018年[27]
- 「ELLE」2019年2月号[28]
- 「JJ」2019年4月号[29]
- 「ELLE」2020年1月号[30]

## 賞とノミネート

### 受賞
- 2017年「第25回SBS演技大賞 最優秀新人賞」（『愛の温度』）
- 2018年「第54回百想芸術大賞 TV部門最優秀新人賞」（『愛の温度』）[31][32]
- 2018年「第6回APANスターアワード 最優秀新人賞」（『愛の温度』）[33]
- 2018年「第26回SBS演技大賞 最優秀俳優賞」（『30だけど17です』）

### ノミネート
- 2017年「第25回SBS演技大賞 ベストカップル賞 with ソ・ヒョンジン」（『愛の温度』）
- 2017年「ソウルアワード 新人俳優賞」（『師任堂、色の日記』）
- 2018年「第6回APANスターアワード K-STAR賞」（『愛の温度』）
- 2018年「Soompiアワード ブレイク俳優賞」（『愛の温度』）
- 2020年「アジアアーティストアワード 人気俳優賞」